# Rufst du, mein Vaterland?
Rufst du, mein Vaterland? (Wzywasz mnie, moja ojczyzno?) – hymn Szwajcarii do 1961, z melodią zaczerpniętą z hymnu Wielkiej Brytanii, jego słowa napisał w 1811 roku Johann Rudolf Wyss.

## Słowa
Język niemiecki
Rufst du, mein Vaterland,

Sieh uns mit Herz und Hand

All dir geweiht.

Heil dir, Helvetia!

Hast noch der Söhne ja,

Wie sie Sankt Jakob sah,

Freudvoll zum Streit!
Język francuski
Ô monts indépendants,

Répétez nos accents,

Nous libres chants.

A toi Patrie,

Suisse chérie,

Le sang, la vie

De tes enfants.
Język włoski
Ci chiami, o Patria,

uniti impavidi

snudiam l'acciar!

Salute Elvezia!

Tuoi prodi figli,

Morat, San Giacomo,

non obliar!
Język romansz
E clomas, tger paeis,

iglis ties unfants baleis

an grevs cumbats.

Nous suandagn gugent

igl ties appel gugent

cugl Spiert e cor valent

digls antenats.